# Radiotoxicité du tritium
La radiotoxicité du tritium est la nocivité du tritium en tant que radionucléide. 
En dépit de l'affinité du tritium et de l'eau, cette toxicité a été considérée comme faible globalement, avant que la variété de ses états et des organismes intéressés impose de la préciser en substituant à cette appréciation autant de conclusions limitées à des conditions d'exposition et espèces précises, demeurant faible pour l'homme en principe.

## Radiotoxicité
Le tritium est un isotope aux caractéristiques inhabituelles : 
- très facilement incorporé à l’eau (eau tritiée ou « HTO »), avec un trajet des électrons (β) inférieur au diamètre du noyau cellulaire, une densité d'ionisation élevée (mais peu de cellules directement touchées)[1], il peut - essentiellement sous forme organiquement liée ou intégré dans l'ADN - provoquer des dommages à l'ADN.
- Les doses et fixations intra-cellulaires ne sont pas homogènes quand il est présent sous forme d’OBT (tritium organiquement lié) alors que sa répartition est beaucoup plus homogène sous forme d'eau tritiée. Sous forme OBT, son efficacité biologique relative est donc plus grande que celle d’autres radionucléides[2],[3] ;
- En raison de ses caractéristiques radiatives, il ne présente presque aucun risque en cas d'exposition externe, mais l'exposition au tritium « peut représenter un risque lorsque cette substance est ingérée avec l'eau potable ou les aliments, qu’elle est inhalée ou absorbée par la peau »[4].

Il convient de distinguer les effets radiotoxiques - très différents - des deux principales formes du tritium biodisponible : HTO et OBT (il peut aussi être adsorbé ou intégré dans des argiles ou minéraux microporeux, mais est alors réputé moins biodisponible). 
- En pleine eau (douce ou marine), le tritium naturel ou artificiel semble essentiellement présent sous forme HTO (eau tritiée). Son absorption sous cette forme a été étudiée, par exemple en Chine en exposant en laboratoire cinq espèces de coquillages à une eau légèrement tritiée. Ces coquillages ont ensuite été étudiés par des techniques de suivi/traçage isotopique pour observer finement l'éventuelle bioaccumulation de tritium ainsi que les processus et organes impliqués. Le tritium détecté l'a essentiellement été sous forme d'eau libre tritiée (97,4 % du tritium environ), alors que seuls 0,4 % à 2,6 % du tritium total étaient sous forme « liée ». Les coquillages intègrent très rapidement la forme HTO (teneur maximale atteinte seulement 2 heures après l'exposition) alors que le tritium lié n'apparait que lentement. L'étude du facteur de concentration (FC) montre que la forme HTO est ensuite rapidement évacuée (elle n'est pas concentrée par les coquillages) alors que la forme liée y persiste, et peut éventuellement s'y accumuler si la chaîne trophique concentre naturellement le composé organique tritié.

- À la fin des années 1990, des chercheurs de l'Université de Plymouth ont étudié le tritium in situ, dans l'estuaire de la Severn. Les rejets de l'usine d'Amersham plc de Cardiff qui produit du tritium radiomarqueur y aboutissent sous forme OBT. Dans la baie de la Severn, presque tout le tritium trouvé dans les sédiments et le biote était organiquement lié (OBT)[5] : la radioactivité du tritium était en surface des sédiments estuariens (en poids sec) six fois plus élevée (6 × 102 Bq/kg) que celle de l'eau. Elle était bien plus élevée encore dans les algues (2 × 103 Bq/kg pour le Fucus vesiculosus[5], espèce en régression sur le littoral européen pour des raisons encore mal comprises, étudiées notamment par l'Ifremer et le CEVA[6]).

La forte bioconcentration de ce tritium par rapport à celui dilué dans l'eau de mer a été attribuée à une forte biodisponibilité de 3H organiquement lié (OBT) à partir de tritium provenant de déchets radiochimiques stockés en aval du site. Les scientifiques ont estimé que la présence de tritium dans ces organismes benthiques et démersaux était principalement due à une voie physico-chimique de sorption/biotransformation bactérienne du 3H organiquement lié et dissous (les estuaires ayant une flore bactérienne particulièrement importante). Le tritium intégré par les bactéries peut alors entrer dans le cycle de la matière organique dissoute ou en suspension puis passer des particules à la chaine alimentaire et s'y concentrer. Le transfert du tritium intégré par les microbes et microorganismes du sédiment vers la méiofaune est la première étape. Ensuite, les taux d'intégration du tritium organiquement lié varient selon les organismes, avec des différences qui semblent pouvoir être expliquées par leur alimentation ; par exemple les poissons herbivores (ex : Littorina littorea et pélagiques (ex : Sprat (Spratus spratus) métabolisent moins de tritium OBT présent que les organismes benthiques et poissons démersaux carnivores.
- Les auteurs avaient conclu (publication 2001) lors de cette première étude que dans ce contexte et au regard des normes existantes, « les concentrations élevées de fruits de mer en tritium 3H, à cause d'une bioaccumulation de l'OBT, ont une faible importance radiologique, même pour le groupe local critique de consommateurs de fruits de mer »[5].

Barrie Lambert, expert en radiologie au St Bartholomew's Hospital de London a considéré qu'il existe un risque accru pour les consommateurs réguliers de poissons pêchés en aval de l'usine de Cardiff.
Ceci a conduit le National Radiological Protection Board (NRPB) anglais à doubler l'estimation de la dose reçue par le public dans cette région tout en précisant qu'elle restait sous les seuils recommandés par les standards internationaux.
- Au début des années 2000, mais cette fois en laboratoire, des chercheurs de cette même Université de Plymouth ont aussi exposé des lots de moules M. Edulis adultes à de l'OBT (à des doses considérées comme faibles à relativement faibles[8] ; variant de 12 à 485 µGy/h durant 96 heures)[9]. Des dégâts sont rapidement apparus dans les noyaux des cellules de ces moules, mis en évidence et mesurés par les analyses de différents tissus et organes[9],[8]. Il existait une augmentation (dose-dépendante) de la réponse à deux tests de mise en évidence de cassures de l'ADN : le test des micronuclei (MN) et le test des comètes. Les débits de dose (HTO) inférieurs à 5 500 µGy/h ont fait des dégâts visibles dans le génome des hémocytes de ces moules[9]. Cette étude a aussi confirmé que le tritium inorganique est fixé de façon différentiée dans les tissus de la moule, et également de manière dose-dépendante : c'est l'intestin qui fixe le plus de radioactivité, suivi par les branchies, le manteau, le muscle, le pied et le fil de byssus, alors que les fèces et pseudo-fèces en fixent le moins[9]. Les auteurs ont suggéré que le caractère différentié de la fixation du tritium devrait modifier les méthodes et objectifs de la biosurveillance pour cette espèce et d'autres[9]. Ils suggèrent aussi « que les doses limites recommandées par l'Agence internationale de l'énergie atomique pour la protection des biotes aquatiques pourraient ne pas être applicables à tous les organismes aquatiques »[9]. En 2003, la compagnie Amersham plc a annoncé avoir en 2002 significativement réduit ses rejets de tritium dans l'environnement au Centre de Maynard (Cardiff, Royaume-Uni)[10]

- En 2010, d'autres travaux universitaires ont confirmé que la toxicité du tritium varie selon sa durée de séjour dans les cellules et selon la forme d'absorption : chez la moule exposée à de l'eau tritiée et à de la glycine tritiée (T-Gly) puis placée dans de l'eau de mer propre, ces deux formes du tritium ont induit une apparition significative de micronoyaux (signe de génotoxicité[11]) dans les hémocytes des moules exposées au tritium. 90 % environ de l'activité initiale de l'eau tritiée (HTO) absorbée a été dépurée dans la journée, mais la forme T-Gly a diminué plus lentement, confirmant que le tritium peut se lier à l'organisme, avec des affinités différentes selon les tissus et les formes. Sur cette base, les auteurs ont suggéré qu'il faudrait distinguer les formes de contaminants tritiés dans les procédures d'analyse et de contrôle de rejets de composés tritiés, « pour protéger adéquatement l'environnement marin »[12].

Cinq ans plus tôt, la même université avait publié une étude sur les effets de la forme HTO du tritium sur les premiers stades de la vie de cette même espèce (M. edulis ; aux stades embryon âgés d'une heure et larvaire). Les embryons ont été exposés à des concentrations et doses variées (de 0,37 à 370 kBq/ml de HTO et dose variant de 0,02 à 21,41 mGy). D'éventuels effets biologiques ont ensuite été recherchés pour les quatre premiers principaux niveaux d'organisation du vivant (niveaux de l'ADN, du chromosome, de la cellule et de l'individu). Les effets génotoxiques ou Clastogènes (Cassure chromosomique) ont été évalués par analyse moléculaire et cytogénétique dont via l'analyse par amplification aléatoire d'ADN polymorphe (RAPD), par l'induction d'échanges de chromatides sœurs (SCE, pour Induction of sister chromatid exchanges) et par la recherche d'aberrations chromosomiques (OEC), tests classiquement utilisés en écotoxicologie et biologie moléculaire. Pour le niveau cellulaire, les effets cytotoxiques ont été évalués via l'indice du taux de prolifération (PRI) des cellules embryonnaires et larvaires. À l'échelle des individus, les effets sur le développement et la survie ont été notés chaque 24 h (jusqu'à 72 h). Résultats : l'exposition des embryons et larves au tritium (HTO) avait significativement augmenté les dommages cytogénétiques, les effets cytotoxiques, les anomalies du développement et la mortalité des embryons et larves. L'analyse des profils RAPD a permis de comparer certains effets qualitatifs de la population exposée à l'HTO par rapport aux lots-témoins non exposés. Ces quatre effets délétères étaient globalement d'autant plus marqués que la concentration de l'eau en tritium avait été importante ou que la dose reçue avait été importante.
Cependant - lors de cette étude - si la mortalité ainsi que les anomalies du développement et certains effets génétiques étaient corrélés à la concentration en tritium ou à la dose de radioactivité reçue (tant au stade embryonnaire que larvaire), aucun effet dose-dépendant n'a pu être mis en évidence aux doses les plus élevées pour la croissance (taux de prolifération cellulaire) ou le taux d'aberrations chromosomiques. L'impact du tritium sur les bivalves est donc encore mal compris, les auteurs soulignant à cette occasion « la nécessité d'investigations complémentaires pour élucider de potentiels dommages à long terme induits par l'exposition à de bas-niveaux d'autres radionucléides sur des espèces commercialement ou écologiquement importantes, afin pour protéger la santé humaine et l'écosystème ».
- Une possible irradiation pulmonaire prolongée en cas d'inhalation de ces composés tritiés, devrait conduire selon certains auteurs à une limite annuelle d'incorporation (LAI) spécifique, voire une nouvelle LAI de 7 × 108 Bq pour l'ingestion de tous types de composés tritiés dont le comportement métabolique n'est pas encore suffisamment connu, dont pour certains traceurs tritiés[14]).

### Génotoxicité
C'est au niveau cellulaire qu'intervient la toxicité et notamment la génotoxicité du tritium. 
Le suicide cellulaire au tritium est ainsi une méthode de génie génétique qui a permis de créer des souches mutantes d'intérêt, dont par exemple une souche de levure (Saccharomyces cerevisiae) afin de mettre en évidence une protéine importante pour l'absorption et le transport intracellulaire des stérols. Dans ce cas, on a laissé se « suicider » toutes les souches qui absorbaient un cholestérol tritié ([(3)H]cholesterol) et on a ainsi sélectionné des souches mutantes ne transportant pas de stérols exogènes de la membrane plasmique vers le réticulum endoplasmique). On a aussi de la sorte sélectionné des souches mutantes de cellules de hamsters, ne produisant pas un certain enzyme (uridine-cytidine kinase) ou des souches mutantes de cellules de souris .
L'association du tritium à l'eau pose des questions particulière pour l'eau du sol (Y a-t-il un comportement particulier du tritium dans l'eau capillaire et hygroscopique ?) et pour certaines cultures irriguées ou inondées (riz en particulier dans lequel on retrouve du HTO et de l'OBT). Dans ces cas on cherche à mieux comprendre et prévoir le comportement du tritium par des modèles et simulations ). Ces modèles doivent notamment intégrer qu'une part du tritium de l'eau est transférée au sol et aux organismes, et qu'une autre part est directement évaporée vers l'atmosphère.

## Efficacité biologique relative
Jusqu'en 2008, les autorités sanitaires considéraient que l'EBR (Efficacité biologique relative) du tritium était de 1.
Cependant, la littérature scientifique disponible, incluant les études récentes lancées en 2007 en Grande-Bretagne à partir du rapport RIFE 11 (Radioactivity In Food and the Environment) des agences environnementales et sanitaires britanniques, et des études du groupe AGIR (HPA) suggérait un besoin de réévaluer l'impact biologique du tritium sur l’Homme à la suite d'une possible sous-estimation de l'efficacité biologique relative du rayonnement du tritium).
En 2008, le Groupe d'experts de l’Article 31 du Traité Euratom a recommandé de la réévaluer ; « Sur la base des données scientifiques actuelles, un relèvement de 1 à 2 de la valeur du facteur de pondération lié au rayonnement (wR) du tritium devrait être envisagé ». L'Autorité française de sûreté nucléaire (ASN) a créé en 2008 deux groupes de réflexion, mandatés pour analyser les risques posés par le tritium sous l'angle de la santé environnementale. Après deux ans de travail, ces groupes ont produit avec l'ASN en 2010 un Livre blanc sur le tritium concluant que les risques liés au tritium ont dans le passé été probablement sous-estimés.
Le groupe de travail, présidé par M. Smeesters, préconise de multiplier par deux le facteur de pondération du tritium pour les rayonnements (wR) (2 au lieu de 1) pour le calcul du risque individuel.

## Effet biologique, mutagénicité et cancérogénéité
L'énergie moyenne émise lors d'une désintégration est l'une des plus faibles des radionucléides (5,7 keV), soit de l'ordre de 100 à 1 000 fois plus faible que d'autres radionucléides bien connus tels que l'iode 131, le césium 137 ou la plupart des émetteurs alpha, ce qui en fait un radionucléide de très faible radiotoxicité à moins qu'il ne soit ingéré.
Pour le tritium (émetteur beta pur), le dépôt d'énergie s'effectue sur le parcours de ses électrons, soit au maximum 6 µm et en moyenne 0,56 µm, à comparer à la taille des cellules, de 2 à 200 µm. La radiotoxicité du tritium ne se manifeste donc qu'après incorporation (ingestion, inhalation ou dans une moindre mesure par passage transcutané d'eau). Les effets des désintégrations dans les cellules dépendent de la répartition des atomes de tritium en leur sein et en particulier de la distance aux molécules d'ADN. Il est connu que des molécules marquées particulières incorporées à l'ADN ont un effet notablement supérieur à celui de l'eau tritiée, de répartition beaucoup plus homogène. Inversement, des désintégrations hors noyau n'auront pas d'incidence.
Enfin, les périodes biologiques des molécules contenant du tritium sont en très grande majorité courtes (de 10 jours pour l'eau tritiée, 40 jours en moyenne pour les molécules organiques, et pour les plus stables d'entre elles jusqu'à quelques années). Ceci réduit considérablement le nombre de désintégrations se réalisant effectivement dans un organisme vivant après incorporation et renforce le caractère très faiblement radiotoxique de ce radionucléide.
L’eau tritiée (HTO) diffuse de manière homogène dans toutes les cellules, traverse aisément la barrière placentaire et participe à la composition des cellules du fœtus en croissance. Par les biosynthèses, le tritium pourra être incorporé dans toutes les molécules organiques des cellules de l'embryon (végétal, animal ou fongique de quelques cellules), y compris celles de l’ADN. L'inexistence d'une discrimination (positive ou négative) entre les isotopes de l'hydrogène n'est pas prouvée. Une discrimination positive augmenterait le risque de mutation (et indirectement de fausse couche chez la femme).
Les molécules organiques tritiées présentes dans le sang de la mère traversent elles aussi la barrière placentaire, et sont soit consommées soit utilisées ou transformées dans les cellules du fœtus. Selon la molécule considérée, la répartition peut ne pas être homogène. De plus, quand il était inclus dans une molécule (eau, matière organique, protéine, etc.), sa désintégration (qui le transmute en un atome d’hélium) transforme la molécule hôte par la perte d'un hydrogène, avec des conséquences biologiques encore mal évaluées (mutations possibles).
Des effets sur la santé n'ont été rapportés chez l'Homme qu’à fortes doses. Des mutations, morts cellulaires, modifications chromosomiques ont été observées, mais seulement au-delà de plusieurs kBq/mL ;
Chez l’animal ; des excès de cancers ont été observés, mais à doses élevées (à partir de 0,1–0,2 Gy, soit 100–200 mSv).
C'est pourquoi l'effet biologique du tritium, émetteur bêta, a longtemps été considéré comme similaire à celui d’une exposition externe gamma.
Des effets mutagènes ont été observés dans les cellules germinales de testicules de souris mâles exposées au tritium, pour des doses égales ou supérieures à un gray.

## Facteur de dose
Les facteurs de dose sont toujours faibles, mais la radiotoxicité diffère suivant que le tritium est absorbé sous forme gazeuse, d'eau, ou de molécules organiques (OBT : organically bound tritium ou tritium organique lié).
Facteurs de dose :
- tritium gazeux : 1,8 × 10−15 Sv/Bq. Le tritium gaz étant très difficile à capter, la technique d'épuration de l'air rejeté consiste à le transformer en eau et à piéger cette eau avant rejet. Le fait que le facteur de dose de l'eau tritiée soit très supérieur à celui du gaz diminue l'intérêt de cette technique ;
- eau tritiée : 1,8 × 10−11 Sv/Bq ;
- tritium organiquement lié (OBT) : 4,1 × 10−11 Sv/Bq (facteur s'appliquant à l'ensemble des molécules du bol alimentaire et non à des molécules organiques particulières, dont la répartition au sein des cellules peut être inhomogène[20]).

Le tritium fait réglementairement partie du groupe de radiotoxicité le plus faible (groupe 4). Compte tenu de sa très faible radiotoxicité, des excès de cancers ne sont attendus que pour des expositions de l'ordre du giga-becquerel.
Le tritium ne délivre (en moyenne, par personne au voisinage des installations concernées) qu'une dose annuelle d'environ 1 microsievert (µSv), soit mille fois moins que le seuil limite pour le public qui est de 1 millisievert. Aux doses habituellement rencontrées, les études épidémiologiques ne mettent pas en évidence d’excès de cancers attribuables au tritium.
Christian Bataille, dans son rapport sur la gestion des déchets nucléaires affirme cependant que le tritium « présente pour la santé humaine des dangers incontestables qu’il convient de ne jamais oublier. »

## Révision possible de la radiotoxicité du tritium
Jusqu'au début des années 2000, elle était considérée comme négligeable (dont par l'IRSN en France), mais sa radiotoxicité (et par suite son écotoxicité) pourraient être revue à la hausse pour plusieurs raisons :
- les rejets de chaque centrale sont faibles (ex : environ 40 gr/an en France), mais ils seront de plus en plus nombreux selon l'industrie nucléaire, et en aval le retraitement du combustible est une source plus importante de rejet[réf. nécessaire] ;
- ces rejets devraient fortement augmenter en France et dans le monde avec les nouvelles générations de centrales (un réacteur EPR en cours de construction à Flamanville et d'autres à l'étude en France)[réf. nécessaire]. Le projet ITER (réacteur à fusion thermonucléaire) en produira également plus que les actuels réacteurs à eau pressurisée[31] ;
- ces rejets sont localement très significatifs (aux points de rejet à La Hague par exemple, dans l’eau et dans l’air)[réf. nécessaire] ;
- des données récentes évoquent une bioaccumulation possible voire fréquente, dont pour des formes organiques du tritium, dans les sols ou sédiments, et dans certains végétaux[32],[33] consommés par l’homme (radis[34], riz[35],[36] ou laitue par exemple), à partir de l’air ou du sol[37], plus rapidement en période de croissance exponentielle du végétal[38].
- Au début des années 2000, de nouvelles études sur la sécurité nucléaire et le tritium ont été faites, notamment au Japon pour le projet Iter (International Thermonuclear Experimental Reactor)[39] par le JAERI (Japan Atomic Energy Research Institute) et le SPIR (Institut national des Sciences radiologiques) et diverses universités. Ces travaux portent notamment sur l' « élucidation du comportement du tritium dans le système de confinement en caisson du tritium, combiné avec un système d'extraction du tritium »[39]. D'autres travaux portent sur « le confinement du tritium, la décontamination du tritium, la perméation du tritium, son comportement en situation dégradée ou anormale et sa métrologie (...) son comportement dans un système de réacteur à fusion, la contamination au tritium et sa décontamination, l'interaction du tritium avec les matériaux, et le piégeage de tritium sur la surface de différents composants du réacteur de fusion »[39]. Ces informations et une meilleure « connaissance du comportement du tritium de l'environnement et de ses effets biologiques sont des sujets importants pour évaluer les conséquences du tritium libéré et de fournir une information appropriée pour recevoir une bonne acceptation par le public pour le réacteur de fusion »[39].
- En mai 2009 au Canada, un rapport[40] de l'Ontario Drinking Water Advisory Council (ODWAC) demandé par le ministre de l'Environnement a conclu que la norme de potabilité de l'eau pour le tritium devait par précaution être révisée et passer de 7 000 Bq/L (actuellement) à 20 Bq/L, proposition qui a été contestée au motif qu'il n'y a pas de consensus sur l'existence d'une relation linéaire sans seuil ni sur l'effet des faibles doses d'irradiation présupposé pour l'estimation des risques dans ce cas, et parce que le risque mutagène et cancérogène calculé à partir de l'exposition au tritium à 20 Bq/L (0,000 3 mSv/an) serait selon les détracteurs de cette proposition de plusieurs ordres de grandeur inférieur à celui de l'exposition à des sources de rayonnement naturel (sans faire cependant la part entre sources externes et internes) et supérieur au taux de tritium actuellement présent dans l'eau[41].